# Benadalid
Benadalid és un poble de la província de Màlaga (Andalusia), que pertany a la comarca de la Serranía de Ronda. Limita amb Benalauría, Alpandeire, Atajate, Jimera de Líbar, Jubrique i Cortes de la Frontera.

## Història
L'origen romà de la seva petita fortalesa queda avalat per l'existència d'un vial d'aquesta època entre Lacipo i Arunda. Va ser conquistada el 711 per l'amazic Zayde Ibn Kesadi. Entre els segles xiii i XV queda alternativament sota el domini granadí i africà. Entre 1492 i 1570 es produeix l'expulsió dels moriscs i la destrucció d'edificis públics. En 1494 les viles de Benadalid i Benalauría són concedides al segon Comte de Feria. En 1505 s'erigeix l'Església de Benadalid, de la qual és titular sant Isidor. En 1518 passa el Senyoriu al Marquès de Tarifa, Senyor d'Alcalá de los Gazules. En 1572 el Castell passa a les mans del duc de Medinaceli, qui ho va cedir a l'Ajuntament per al seu ús com cementiri en el segle xix. En el S. XIX amb la invasió francesa es destruïx l'Ermita del Crist de la Puente.
Entre 1931 i 1932 es produïx la dissolució de la comunitat Benadalid-Benalauría. Durant la Guerra Civil van ser destrossats tots els arxius i imatges religioses que existien en el poble.